# Edith Boissonnas
Edith Boissonnas (Édith Alice Marie Boissonnas-Röthlisberger; * 24. April 1904 in Baden; † 9. Oktober 1989) war eine Schweizer Dichterin, Literaturkritikerin und Journalistin.

## Leben
Edith Röthlisberger war die Tochter des Arztes Paul-Ulrich Röthlisberger (1867–1946) und der Lehrerin Alice Marie Blancpain und wurde in Baden im Kanton Aargau geboren. Sie wuchs seit 1908 in Genf, dem neuen Wohnort der Familie, auf und besuchte dort die Schulen. 1924 liessen sich ihre Eltern in Sanary-sur-Mer im französischen Département Var nieder, worauf ihre Tochter Edith zeitweise dort und zeitweise weiterhin in Genf wohnte.
1927 heiratete sie in Genf den Professor für Chemie Charles Guy Boissonnas (1900–1987), der zuerst an der Universität Genf und ab 1940 an der Universität Neuenburg unterrichtete. Sie unternahm Reisen in europäische Länder und in die USA. In Paris begegnete sie dem Autor und Philosophen Pierre Klossowski, dem deutsch-französischen Schriftsteller Joseph Breitbach und dem Publizisten Jean Schlumberger.
Sie veröffentlichte 1936 ihre ersten Gedichte in der Zeitschrift Yggdrasill. 1939 konnte sie dank der Vermittlung durch den Schweizer Schriftsteller Léon Bopp der Redaktion der Nouvelle Revue Française eine Reihe von Gedichten vorlegen, die jedoch nicht publiziert wurden. Im gleichen Jahr traf sie in Paris Jean Paulhan, der sie in den Künstlerkreis der Nouvelle Revue Française mit Georges Bataille, Roger Caillois und Michel Leiris einführte. Ihr Gedicht Les Civilisations wurde in der Zeitschrift Mesures abgedruckt. Wegen des Kriegsausbruchs musste sie in die Schweiz zurückkehren und war nun von ihren Angehörigen in Südfrankreich und den Schriftstellerkollegen in Paris getrennt.
Nach dem Kriegsende lebte sie wieder in Paris. Jean Paulhan unterstützte sie bei der Redaktion des Gedichtsbands Paysage cruel, den er 1946 bei Gallimard herausgab. Seit dieser Zeit verband eine Liebesbeziehung Boissonnas und Jean Paulhan. Eine intensive Korrespondenz pflegte sie ab den 1940er Jahren mit dem Künstler Jean Dubuffet. Ab 1953 war Boissonnas redaktionelle Mitarbeiterin der Zeitschrift Nouvelle Revue Française. Sie veröffentlichte darin Gedichte, Buchbesprechungen und Beiträge über die Werke von Künstlern wie Jean Dubuffet, Henri Michaux und Alberto Giacometti. Durch die Bekanntschaft mit Dubuffet wurde Boissonnas eine prominente Person der Kunstrichtung Art brut.
1966 erhielt die Dichterin den von der Fondation Florence Gould vergebenen Prix Max-Jacob. Ihren schriftstellerischen Nachlass vermachte sie der Universität Neuenburg, wo er in der Bibliothèque publique et universitaire aufbewahrt wird. 1989 starb sie in der Schweiz.

## Werke
- Étude. Gedichtband. Gallimard, 1980.
- Initiales. Gedichtband. Gallimard, 1971.
- L’Embellie. Gedichtband. Gallimard, 1966.
- Le Grand jour. Gedichtband. Gallimard, 1955.
- Demeures. Gedichtband. Gallimard, 1950.
- Paysage cruel. Gedichtband. Gallimard, 1946.
- mit Henri Michaux, Jean Paulhan: Mescaline 55. Hrsg. von Muriel Pic. Éditions Claire Paulhan, Paris 2014.